# Préfecture d'arrondissements de Sidi Bernoussi
 (août 2022).
Si vous disposez d'ouvrages ou d'articles de référence ou si vous connaissez des sites web de qualité traitant du thème abordé ici, merci de compléter l'article en donnant les références utiles à sa vérifiabilité et en les liant à la section « Notes et références ».
La préfecture de Sidi Bernoussi-Zenata est une des 8 préfectures d'arrondissement de Casablanca.
Elle est composée de deux arrondissements : 
- Sidi Bernoussi
- Sidi Moumen

Sa superficie est de 38,59 km² et sa population de 453 552 habitants en 2004.

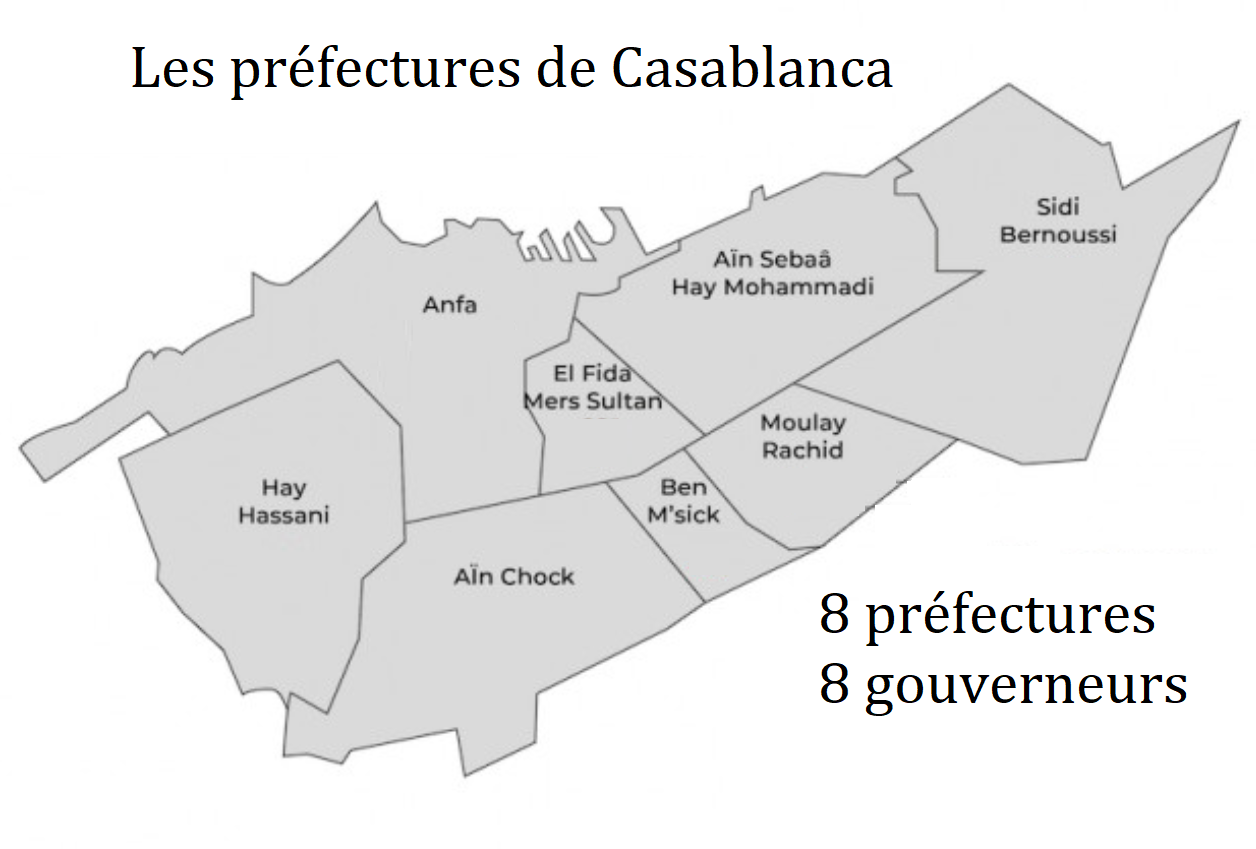

## Arrondissements
- Sidi Bernoussi (164 875 habitants)
- Sidi Moumen (288 677 habitants)

## M
- Mohamed Grou
- Mounir Bahi
- Bouchaib El Moubarki
- Youssef Safri
- Cheba Maria
- Mohammed Rabii
- Asmaa Lamnawar
- Ayoub Nanah